# Северна палмова катерица
Северната палмова катерица (Funambulus pennantii) е вид гризач от семейство Катерицови (Sciuridae). Представлява полудървесен вид, който се среща в тропическите и субтропическите сухи гори и много селски и градски региони. Видът е широко разпространен със статут според IUCN „незащитен“.

## Разпространение
Видът се среща в Индия, Непал, Бангладеш, Пакистан, Иран, Андаманските острови и Никобарските острови (където е интродуциран).
В Индия е особено разпространен в градските части, включително големи градове като Делхи и Колката.

## Подвидове
Два подвида, Funambulus pennantii argentescens и Funambulus pennantii lutescens, са предложени от Робърт Чарлз Роутън (R. C. Wroughton) в допълнение към номиналния вид, но по-съвременни автори не правят това разграничение.